# Terai

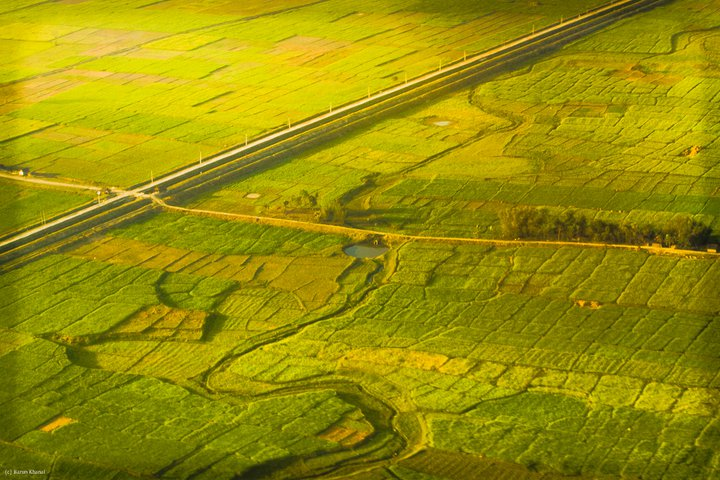
Felder im Terai

Terai oder Teraï (nepali तराई, tarāī) bedeutet feuchtes Land und bezeichnet die fruchtbare Tiefebene, die sich südlich des Himalaya in Indien, Nepal und Bhutan vom Yamuna im Westen bis zum Brahmaputra im Osten erstreckt. Zwischen dem Terai und dem eigentlichen Hochhimalaya liegen Bhabhar, Siwaliks und Vorderer Himalaya.
Das Terai wird mit den Duars (Bengali: ডুয়ার্স) des Ostteils zu einer gemeinsamen WWF-Ökoregion, dem ‚Terai-Duars Savannen- und Grasland‘ zusammengefasst.

## Terai in Nepal
Die 25–100 km breite, wenige hundert Meter über dem Meeresspiegel liegende Tiefebene zieht sich entlang der etwa 800 km langen Grenze zu Indien. Das Terai ist mit seinem tropisch- bis subtropischen Monsunklima der wärmste und niederschlagsreichste Landesteil, der 17 % der Landfläche Nepals ausmacht; hier leben 47 % der Bevölkerung. Etwa 18 % der Fläche Nepals werden landwirtschaftlich genutzt, davon liegen mehr als die Hälfte (53 %) in der Region Terai.

## Geschichte

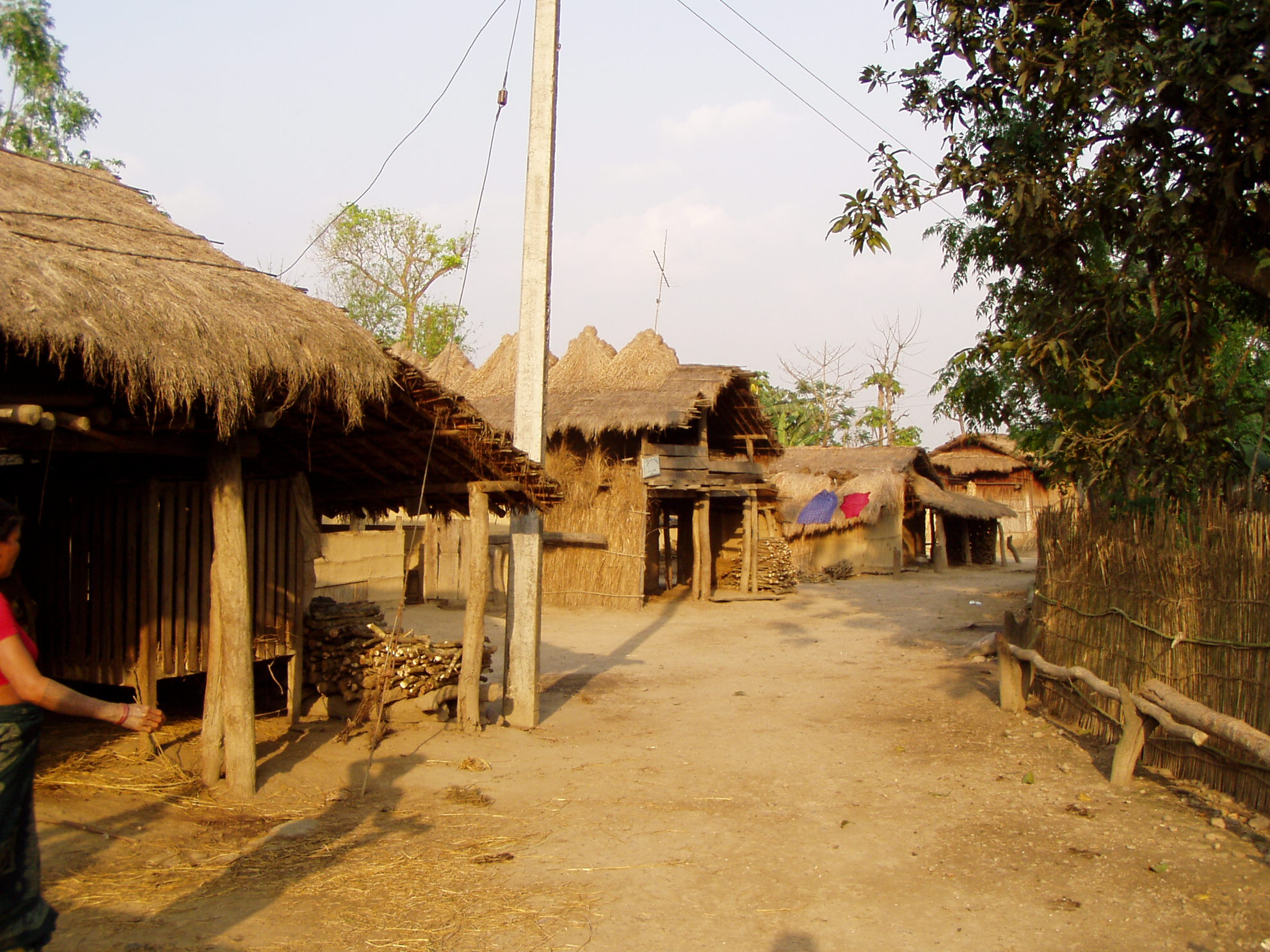
Tharu-Dorf am Rand von Sauraha im Chitwan District

Lange waren weite, mit Monsunwald und Elefantengras bewachsene Teile des Terai kaum besiedelt. Die wahrscheinlich aus Westindien stammenden Tharu ließen sich vermutlich bereits ab dem 16. Jahrhundert hier nieder. Wegen der extremen Malariagefahr wagten sich jedoch bis auf die Tharus kaum andere Siedler hierher. Erst in den 1950er Jahren startete die nepalesische Regierung ein groß angelegtes Programm zur Malariabekämpfung. Gleichzeitig verschlechterte sich in den Bergen die ökonomische Situation drastisch, so dass viele verarmte Bauern ins Terai umgesiedelt sind. Die Bevölkerung des Terai wuchs rapide an; um neuen Siedlungsplatz zu schaffen, wurden große Teile der Wälder unter Einsatz von DDT gerodet. Während sich in Nepal insgesamt der jährliche Bevölkerungszuwachs auf 2,6 % beläuft, liegt im Terai, bedingt auch durch den Zuzug indischer Einwanderer, die Wachstumsrate bei 4 %; in den Bergregionen beträgt sie nur noch 1,2 %.

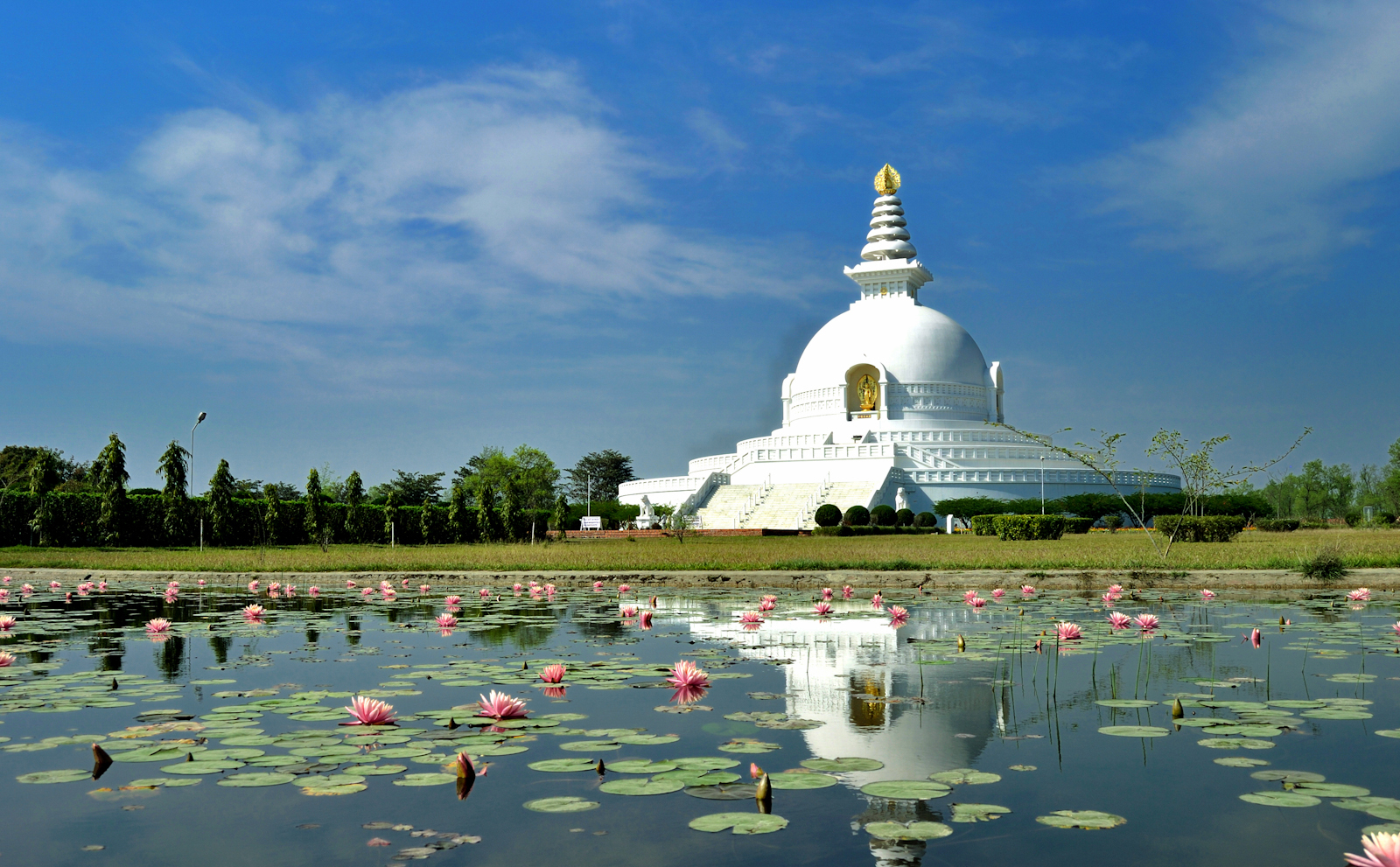
Shanti-Stupa bei Lumbini

## Bedeutende Stätten

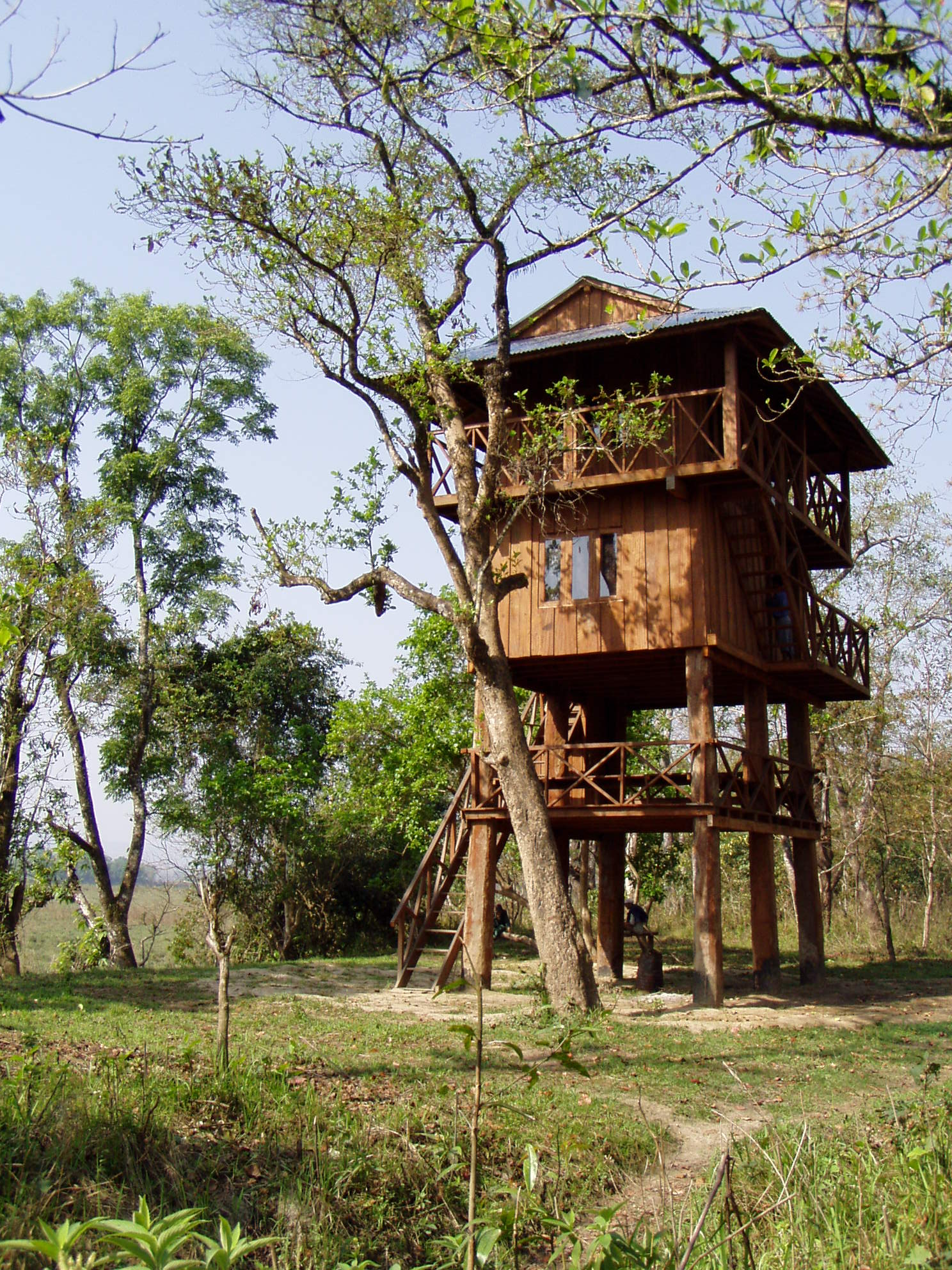
Wohnturm für Übernachtungen im Chitwan-Nationalpark

Lumbini, im Distrikt Rupandehi in Nepal gelegen, ist der Geburtsort Siddharta Gautamas, des späteren Buddha. Hier sind noch Skulpturen, Reste der Ashoka-Säule und Ruinen eines alten Klosters zu finden. Lumbini wurde 1997 zum Weltkulturerbe erklärt. Nur etwa 10 km entfernt befindet sich der Ort Devadaha, in welchem Maya, die Mutter des Erleuchteten, und ihre Schwester Mahapajapati Gotami, seine Ziehmutter, geboren wurden.

## Chitwan-Nationalpark
Der 932 km² umfassende Chitwan-Nationalpark wurde im Jahr 1973 zum ersten Nationalpark Nepals erklärt. In dem vor allem mit Salbäumen bewachsenen Dschungelgebiet leben unzählige Tierarten, darunter auch vom Aussterben bedrohte wie das Panzernashorn, der Bengalische Tiger und der Gavial. Das mithilfe der Zoologischen Gesellschaft Frankfurt entwickelte Schutzprogramm trug zur Erholung gefährdeter Bestände bei, so dass inzwischen Tiere aus dem Terai in andere Nationalparks Nepals umgesiedelt wurden. Die Panzernashorn-Population des Parks ist die zweitgrößte der Erde. Der Chitwan-Nationalpark gehört seit 1984 zum Weltnaturerbe.

## Fauna
Neben den vom Aussterben bedrohten Panzernashörnern, Bengaltigern, Elefanten und Gangesdelfinen gehören zur Tierwelt des Terai viele Säugetiere wie Leoparden, Hirsche, Schakale, Bären, Marder, diverse Affen sowie Amphibien und Reptilien wie Schlangen und Gaviale, etwa 500 Vogel- und über 100 Fischarten sowie unzählige Insekten- und Schmetterlingsarten.